# Živali
Dober dan! Danes vam bomo predstavili živali.
Živáli (znanstveno ime Animalia) so eno izmed petih kraljestev živih bitij. Čeprav so nastale kot zadnje od kraljestev, so zdaj prevladujoča oblika življenja na Zemlji. Uspešne so predvsem zaradi možnosti hitrega prilagajanja spremenjenim razmeram v svojem okolju in sposobnosti premikanja. V biološkem smislu sodi med živali tudi človek.
Znanstveno jih preučuje zoologija, ki se nadalje deli v več ožjih znanstvenih disciplin. Predpono zoo- (iz grškega zōion - živo bitje) uporabljamo tudi za druge pojme, povezane z živalmi. Skupnosti vseh živali na določenem območju v določenem času pravimo favna.

## Etimologija
Besed žival v slovenščini izhaja iz besede "živ" (latinsko ‛vivus’ iz 10. stoletja) vse v pomenu ‛živ’, gr. bíos ‛življenje’.
Znanstveno ime Animalia izhaja iz latinskega samostalnika animal z enakim pomenom, ki je sam izpeljan iz latinskega animalis 'ki ima dih ali dušo'. Biološka definicija vključuje vse člane kraljestva Animalia.  Izraz metazoa izhaja iz starogrške μετα meta 'po' (v biologiji predpona meta- pomeni 'pozneje') in ζῷᾰ zōia 'živali', množina od ζῷον zōion 'žival'.

## Značilnosti
Živali so evkarionti, z izjemo skupine Myxozoa mnogocelični organizmi, kar jih loči od bakterij in večine protistov.  So heterotrofi, po čemer se razlikujejo od rastlin in alg. Z načinom prehranjevanja je povezana sposobnost premikanja, ki jo imajo skoraj vse živali v vsaj enem stadiju življenjskega kroga, in natančnejša telesna zgradba (posebej prebavnega sistema).
Razmnožujejo se večinoma spolno, odrasle živali so diploidne ali poliploidne. Nekatere pa se lahko razmnožujejo tudi nespolno s partenogenezo.

### Zgradba
Z nekaterimi izjemami, med katerimi so najočitnejše spužve in plakozoji, je živalsko telo diferencirano v tkiva. Ti vključujejo mišice, ki so se sposobne krčiti in nadzorovati gibanje, ter živčna tkiva, ki omogočajo pošiljanje in obdelavo signalov. Običajno imajo tudi notranjo prebavno votlino z eno ali dvema odprtinama.
Vse živali imajo evkariontske celice, ki so obdane z značilnim zunajceličnim matriksom, ki ga sestavljajo kolagen in elastin ter glikoproteini. Ta se lahko kalcificira v strukture, kot so to hišice mehkužcev, kosti in iglice. Pri razvoju tvori razmeroma prožno ogrodje, kjer se lahko celice gibajo in reorganizirajo ter tvorijo zapletene strukture. Nasprotno se v drugih mnogoceličnih organizmih, kot so rastline in glive, celice držijo na mestu s pomočjo celičnih sten in na ta način lahko pospešeno rastejo. Edinstveni za živalske celice so naslednji tipi medceličnih stikov: tesni stiki, presledkovni stiki in dezmosomi.

### Razmnoževanje in razvoj
Skoraj vse živali se razmnožujejo spolno.
Pri spolnem razmnoževanju nastopata dve vrsti spolnih celic (gamet): moške (spermiji) in ženske (jajčeca). Živali so navadno enospolne, nekatere nižje skupine imajo tako testise kot jajčnike, imenujemo jih obojespolniki ali hermafroditi.
Nekatere živali se lahko razmnožujejo nespolno. To se lahko zgodi pri partenogenezi, kjer se iz neoplojenega jajčeca razvijejo mladi osebki, pri brstenju (spužve) ali pri fragmentaciji kjer se telo razdeli na fragmente in se vsak del lahko razvije v nov organizem.

## Ekologija , kaj je sploh to?
Vse živali so heterotrofi, kar pomeni, da se neposredno ali posredno prehranjujejo s snovmi nastalimi v drugih organizmih. Pogosto se naprej delijo na skupine, kot so zveri, herbivori, omnivori in paraziti.
Plenilstvo je biološka interakcija, kjer se plenilec (heterotrof, ki lovi) hrani s svojim plenom (organizem, ki je napaden). Plenilec lahko ubije svoj plen zaradi hranjenja ali zaradi drugih vzrokov, vendar je posledica vedno smrt plena. Drugi glavni način konzumiranja hrane imajo detritofagi, ki se hranijo z mrtvo organsko snovjo. Včasih je težko ločevati ta dva načina prehranjevalnega vedenja, na primer kadar parazit preži na gostiteljski organizem in nanj leže jajčeca, tako da se potomstvo potem po izvalitvi lahko hrani z razpadajočim truplom. Medsebojni selekcijski pritiski, ki se ob tem pojavljajo, so pripeljali do evolucijske »oborožitvene tekme« med plenom in plenilcem, katere rezultat so različne protiplenilske prilagoditve in načini, kako jih zaobiti.
Večina živali posredno uporablja energijo sonca, s tem da jedo rastline ali živali, ki jedo rastline. Večina rastlin uporablja svetlobo za pretvorbo anorganskih snovi v ogljikove hidrate, maščobe, proteine in druge biomolekule. Začenši z ogljikovim dioksidom (CO2) in vodo (H2O) fotosinteza pretvori energijo sončne svetlobe v kemično energijo v obliki enostavnih sladkorjev (npr. glukoza) s sproščanjem molekularnega kisika. Ti sladkorji se nato uporabijo kot gradniki za rast rastlin, vključno s proizvodnjo drugih biomolekul. Ko žival poje rastlino (ali poje druge živali, ki so pojedle rastline), reducirane ogljikove spojine v hrani postanejo vir energijskih in gradbenih materialov za živali.
Živali, ki živijo na oceanskem dnu v bližini hidrotermalnih vrelcev, niso odvisne od energije sončne svetlobe. Osnovo prehranjevalne verige namesto tega tvorijo kemosintetske arheje in bakterije.

## Raznolikost

### Velikost
Sinji kit (Balaenoptera musculus) je največja žival, kar jih je kdaj živelo, saj lahko doseže težo do 190 ton dolžino do 33,6 metra. Največja danes živeča kopenska žival je afriški savanski slon (Loxodonta africana), ki lahko tehta do 12,25 tone in meri do 10,67 v dolžino. Največje kopenske živali, ki so kdaj živele, so bili titanozavrski zavripodi, kot je argentinozaver, ki je morda tehtal kar 73 ton, in superzaver, ki je lahko dosegel dolžino 39 m. Več živali je mikroskopskih velikosti; nekateri Myxozoa (parazitski ožigalkarji znotraj Cnidaria) nikoli ne prerastejo 20 μm, ena najmanjših znanih vrst (Myxobolus shekel) pa v odrasli dobi meri največ 8,5 μm.
- Sinji kit (Balaenoptera musculus) je največja žival, ki je kdaj živela; lahko zraste do 33,6 metra  dolžino.
- Pripadniki Myxozoan kot je Myxobolus cerebralis, so enocelični paraziti, ki nikoli ne prerastejo 20 μm.

### Število in habitati glavnih debel
Naslednja tabela prikazuje ocenjeno število opisanih danes živečih vrst za glavna živalska debla, skupaj z njihovimi glavnimi habitati (kopenski, sladkovodni in morski) ter prostoživečim ali zajedavskim načinom življenja Ocenjene številke vrst temeljijo na znanstveno opisanih številkah; veliko večje ocene so bile izračunane na podlagi različnih metod napovedovanja, ki se lahko močno razlikujejo. Na primer, opisanih je približno 25.000–27.000 vrst ogorčic, medtem ko objavljene ocene skupnega števila vrst ogorčic segajo od 10.000–20.000 do 500.000, 10 milijonov ali celo 100 milijonov. Na podlagi vzorcev znotraj taksonomske hierarhije je bilo leta 2011 izračunano, da skupno število živalskih vrst – vključno s tistimi, ki še niso opisane – znaša približno 7,77 milijona.
| Deblo                         | Zgled                           | Vrste          | Kopno                  | Morje                   | Sladkovodni  | Prostoživeči   | Zajedavci            |
| ----------------------------- | ------------------------------- | -------------- | ---------------------- | ----------------------- | ------------ | -------------- | -------------------- |
| Arthropoda (členonožci)       | wasp                            | 1.257.000      | Da 1.000.000 (žuželke) | Da >40.000 (višji raki) | Da 94.000    | Da             | Da >45.000           |
| Mollusca (mehkužci)           | snail                           | 85.000 107.000 | 35.000                 | 60.000                  | 5.000 12.000 | Da             | >5.600               |
| Chordata (strunarji)          | green spotted frog facing right | >70.000        | 23.000                 | 13.000                  | 18,000 9.000 | Da             | 40 (somi)            |
| Platyhelminthes (ploski črvi) |                                 | 29.500         | Da                     | Yes                     | 1.300        | Da 3.000–6.500 | >40.000 4.000–25.000 |
| Nematoda (gliste)             |                                 | 25.000         | Da (prst)              | 4.000                   | 2.000        | 11.000         | 14.000               |
| Annelida (kolobarniki)        |                                 | 17.000         | Da (prst)              | Da                      | 1.750        | Da             | 400                  |
| Cnidaria (ožigalkarji)        | Table coral                     | 16.000         |                        | Da                      | Nekaj        | Da             | >1.350 (Myxozoa)     |
| Porifera (spužve)             |                                 | 10.800         |                        | Da                      | 200–300      | Da             | Da                   |
| Echinodermata (iglokožci)     |                                 | 7.500          |                        | 7.500                   |              | Da             |                      |
| Bryozoa (mahovnjaki)          |                                 | 6.000          |                        | Da                      | 60–80        | Da             |                      |
| Rotifera (kotačniki)          |                                 | 2.000          |                        | >400                    | 2.000        | Da             | Da                   |
| Nemertea (nitkarji)           |                                 | 1.350          |                        | Da                      | Da           | Da             |                      |
| Tardigrada (počasniki)        |                                 | 1.335          | Da (vlažne rastline)   | Da                      | Da           | Da             |                      |

## Evolucijski izvor
Dokaze o obstoju živalih segajo vse do obdobja kriogenij. 24-izopropilholestan (24-ipc) je bil odkrit v kamninah, starih približno 650 milijonov let; proizvajajo ga samo spužve in alge Pelagophyyte.  Analize teh alg dosledno kažejo na fanerozojski izvor, medtem ko analize spužv kažejo na neoproterozojskoi izvor, kar je skladno s pojavom 24-ipc v fosilnem zapisu.
Prvi fosili teles živali se pojavijo v edikariju, pri čemer sta znana primera Charnia in Spriggina. Dolgo časa so dvomili, ali ti fosili resnično predstavljajo živali, vendar je odkritje živalskega lipida holesterola v fosilih Dickinsonia potrdilo njihovo naravo. Menijo, da so živali nastale v razmerah z nizko vsebnostjo kisika, kar nakazuje, da so lahko v preživele zgolj z anaerobnim dihanjem. Ko so se postopoma prilagodile aerobnemu metabolizmu, so postale popolnoma odvisne od kisika v svojem okolju.
Mnoga živalska debla so se prvič pojavila v fosilnih zapisih med kambrijsko eksplozijo, ki se je začela pred približno 539 milijoni leti v sedimentih, kot je Burgessov skrilavec. Danes živeča debla v teh kamninah vključujejo mehkužce, ramenonožce, krempljičarje, počasnike, členonožce, iglokožce in Hemicordate, skupaj s številnimi danes izumrlimi oblikami, kot je plenilski Anomalocaris. Navidezna nenadnost dogodka je morda le posledica nepopolnosti fosilnih zapisov in ne dejanski dokaz, da so se vse te živali pojavile istočasno. To stališče podpira odkritje vrste Auroralumina attenboroughii, najzgodnejšega znanega predstavnika ožigalkarjev kronske skupine iz obdobja ediakarija (pred 557–562 milijoni let, približno 20 milijonov let pred kambrijsko eksplozijo). Menijo, da je bil eden prvih plenilcev, ki je majhen plen lovil s pomočjo svojih ožigalnih celic, podobno kot sodobni ožigalkarji.
Nekateri paleontologi menijo, da so se živali pojavile veliko pred kambrijsko eksplozijo, morda že pred 1 milijardo let. Zgodnji fosili,ki bi lahko predstavljali živali, so bili na primer najdeni v 665 milijonov let starih kamninah formacije Trezona v Južni Avstraliji. Ti fosili so najverjetneje zgodnje spužve. Fosilne sledi, kot so odtisi in rovi, odkriti v obdobju tonija (pred približno 1 milijardo let), lahko kažejo na prisotnost triploblastičnih črvom podobnih živali, ki so bile približno tako velike (cca. 5 mm široke) in zapletene kot deževniki. Vendar pa podobne sledi ustvarja tudi velik enocelični protist Gromia sphaerica, zato te fosilne sledi iz obdobja tonija morda ne kažejo na zgodnjo evolucijo živali. Približno v istem času se je zmanjšala raznolikost večplastnih slojev mikroorganizmov, imenovanih stromatoliti, kar bi lahko bila posledica paše novo razvitih živali. Strukture, podobne s sedimentom napolnjenim cevkam, ki spominjajo na fosilne sledi rogov črvom podobnih živali, so našliv 1,2 milijarde let starih kamninah v Severni Ameriki, v 1,5 milijarde let starih kamninah v Avstraliji in Severni Ameriki ter milijarde let starih kamninah v Avstraliji. Njihova razlaga, da so živalskega izvora, je sporna, saj bi lahko šlo za vodne iztoke ali druge strukture.
- Dickinsonia costata iz edikarija (približno 635–542 milijonov let nazaj) je ena najstarejših znanih živalskih vrst.[76]
- Auroralumina attenboroughii, edikarijski plenilec (približno 560 milijonov let nazaj)[77]
- Anomalocaris canadensis  je ena izmed številnih živalskih vrst, ki so se pojavile med kambrijsko eksplozijo, ki se je začela pred približno 539 milijoni let, in jo najdemo v fosilnih plasteh Burgess shale.

## Filogenija

### Zunanja filogenija
Živali so monofiletska skupina, kar pomeni, da izvirajo iz skupnega prednika. Živali so sestrska skupina bičkarjev ovratničarjev, skupaj pa tvorijo kladChoanozoa. Raziskava Ros-Rocher in sodelavcev (2021) sledi izvoru živali do enoceličnih prednikov in v kladogramu prikazuje zunanje sorodstvene odnose. Negotovosti v razmerjih so označene s prekinjenimi črtami. Klad živali je zagotovo nastal pred 650 milijoni let, morda pa se je razvil že pred 800 milijoni let, kar temelji na podlagi dokazov molekularne ure za različna debla živali.
|                               | Filasterea                                                                       |
|                               |                                                                                  |
| Choanozoa                     | \| Choanoflagellatea \| \| \| \| Animalia \| \| pred več kot 650 milijoni let \| |
|                               | \| Choanoflagellatea \| \| \| \| Animalia \| \| pred več kot 650 milijoni let \| |
| Choanoflagellatea             |                                                                                  |
|                               |                                                                                  |
| Animalia                      |                                                                                  |
| pred več kot 650 milijoni let |                                                                                  |

| Choanoflagellatea             |
|                               |
| Animalia                      |
| pred več kot 650 milijoni let |

|                               | Filasterea                                                                       |
|                               |                                                                                  |
| Choanozoa                     | \| Choanoflagellatea \| \| \| \| Animalia \| \| pred več kot 650 milijoni let \| |
|                               | \| Choanoflagellatea \| \| \| \| Animalia \| \| pred več kot 650 milijoni let \| |
| Choanoflagellatea             |                                                                                  |
|                               |                                                                                  |
| Animalia                      |                                                                                  |
| pred več kot 650 milijoni let |                                                                                  |

| Choanoflagellatea             |
|                               |
| Animalia                      |
| pred več kot 650 milijoni let |

|                               | Filasterea                                                                       |
|                               |                                                                                  |
| Choanozoa                     | \| Choanoflagellatea \| \| \| \| Animalia \| \| pred več kot 650 milijoni let \| |
|                               | \| Choanoflagellatea \| \| \| \| Animalia \| \| pred več kot 650 milijoni let \| |
| Choanoflagellatea             |                                                                                  |
|                               |                                                                                  |
| Animalia                      |                                                                                  |
| pred več kot 650 milijoni let |                                                                                  |

| Choanoflagellatea             |
|                               |
| Animalia                      |
| pred več kot 650 milijoni let |

|                               | Filasterea                                                                       |
|                               |                                                                                  |
| Choanozoa                     | \| Choanoflagellatea \| \| \| \| Animalia \| \| pred več kot 650 milijoni let \| |
|                               | \| Choanoflagellatea \| \| \| \| Animalia \| \| pred več kot 650 milijoni let \| |
| Choanoflagellatea             |                                                                                  |
|                               |                                                                                  |
| Animalia                      |                                                                                  |
| pred več kot 650 milijoni let |                                                                                  |

| Choanoflagellatea             |
|                               |
| Animalia                      |
| pred več kot 650 milijoni let |

### Notranja filogenija
Razmerja med najzgodnejšimi vejami živalskega evolucijskega drevesa so predmet razprav. Poleg rebrač (Ctenophora) sta edini skupini z telesno simetrijo še dvobočno simetrične živali (Bilateria) in ožigalkarji (Cnidaria), kar kaže na njihovo tesno sorodnost. Poleg spužev (Porifera) tudi plakozoji (Placozoa) nimajo telesne simetrije in so pogosto veljali za "manjkajoči člen" med protisti in mnogoceličnimi živalmi. Prisotnost genov hox v skupini Placozoa nakazuje, da so bile nekoč bolj kompleksne, kot so danes.
Dolgo je veljalo, da so spužve (Porifera) najstarejša veja živalskega drevesa in s tem sestrska skupina vseh drugih živali. Vendar obstajajo dokazi, da bi lahko to vlogo imele rebrače (Ctenophora). Molekularne filogenetske analize podpirajo obe hipotezi. Leta 2017 so Roberto Feuda in njegovi sodelavci analizirali razlike v aminokislinskih zaporedjih in podprli hipotezo o spužvah kot sestrski skupini. Njihov kladogram je prikazoval ta odnos, medtem ko je alternativa (hipoteza o rebračah kot sestrski skupini) zgolj zamenjala mesta spužev in rebrač:
|           | Placozoa                                               |
|           |                                                        |
|           | \| \| Cnidaria \| \| \| \| \| \| Bilateria \| \| \| \| |
| simetrija |                                                        |
|           | Cnidaria                                               |
|           |                                                        |
|           | Bilateria                                              |
|           |                                                        |

|  | Cnidaria  |
|  |           |
|  | Bilateria |
|  |           |

|           | Placozoa                                               |
|           |                                                        |
|           | \| \| Cnidaria \| \| \| \| \| \| Bilateria \| \| \| \| |
| simetrija |                                                        |
|           | Cnidaria                                               |
|           |                                                        |
|           | Bilateria                                              |
|           |                                                        |

|  | Cnidaria  |
|  |           |
|  | Bilateria |
|  |           |

|           | Placozoa                                               |
|           |                                                        |
|           | \| \| Cnidaria \| \| \| \| \| \| Bilateria \| \| \| \| |
| simetrija |                                                        |
|           | Cnidaria                                               |
|           |                                                        |
|           | Bilateria                                              |
|           |                                                        |

|  | Cnidaria  |
|  |           |
|  | Bilateria |
|  |           |

|           | Placozoa                                               |
|           |                                                        |
|           | \| \| Cnidaria \| \| \| \| \| \| Bilateria \| \| \| \| |
| simetrija |                                                        |
|           | Cnidaria                                               |
|           |                                                        |
|           | Bilateria                                              |
|           |                                                        |

|  | Cnidaria  |
|  |           |
|  | Bilateria |
|  |           |

Nasprotno pa študija iz leta 2023, ki so jo izvedli Darrin Schultz in njegovi sodelavci, uporablja starodavne genske povezave za konstruiranje naslednje sestrske filogenije rebrač:
|           | \| \| Placozoa \| \| \| \| \| \| Cnidaria \| \| \| \| |
|           |                                                       |
|           | Bilateria                                             |
| simetrija |                                                       |
|           | Placozoa                                              |
|           |                                                       |
|           | Cnidaria                                              |
|           |                                                       |

|  | Placozoa |
|  |          |
|  | Cnidaria |
|  |          |

|           | \| \| Placozoa \| \| \| \| \| \| Cnidaria \| \| \| \| |
|           |                                                       |
|           | Bilateria                                             |
| simetrija |                                                       |
|           | Placozoa                                              |
|           |                                                       |
|           | Cnidaria                                              |
|           |                                                       |

|  | Placozoa |
|  |          |
|  | Cnidaria |
|  |          |

|           | \| \| Placozoa \| \| \| \| \| \| Cnidaria \| \| \| \| |
|           |                                                       |
|           | Bilateria                                             |
| simetrija |                                                       |
|           | Placozoa                                              |
|           |                                                       |
|           | Cnidaria                                              |
|           |                                                       |

|  | Placozoa |
|  |          |
|  | Cnidaria |
|  |          |

|           | \| \| Placozoa \| \| \| \| \| \| Cnidaria \| \| \| \| |
|           |                                                       |
|           | Bilateria                                             |
| simetrija |                                                       |
|           | Placozoa                                              |
|           |                                                       |
|           | Cnidaria                                              |
|           |                                                       |

|  | Placozoa |
|  |          |
|  | Cnidaria |
|  |          |

### Dvobočno nesimetrične živali
Spužve se fizično zelo razlikujejo od drugih živali in dolgo časa so jih obravnavali kot najstarejše živalsko deblo in so tvorile sestrski klad vsem drugim živalim. Kljub njihovi morfološki različnosti z vsemi drugimi živalmi, genetski dokazi kažejo, da so spužve morda tesneje povezane z drugimi živalmi kot rebrače (Ctenophora). Spužve nimajo kompleksne telesne organizacije, ki je značilna za večino drugih živalskih vrst. Njihove celice so sicer diferencirane, vendar v večini primerov ne tvorijo pravih tkiv, kar jih ločuje od ostalih živali. Večina spužev se prehranjuje tako, da vsrkava vodo skozi por, nato pa filtrirajo drobne delce hrane.
Rebrače (Ctenophora) in ožigalkarji (Cnidaria) imajo radialno simetrijo, kar pomeni, da je njihovo telo razporejeno okoli osrednje osi. Njihov prebavni sistem je preprost – imajo prebavne komore z eno samo odprtino, ki služi tako kot usta kot anus. Živali v obeh skupinah imajo različna tkiva, ki pa niso organizirana v ločene organe. So diploblastični, kar pomeni, da imajo samo dva glavna klična lista, ektoderm (zunanja plast) in endoderm (notranja plast).
Plakozoji so drobne živali, ki nimajo stalne prebavne votline in nobene telesne simetrije. Na prvi pogled spominjajo na amebe.  Njihova evolucijska sorodnost z drugimi živalmi še ni popolnoma jasna in je predmet intenzivnih raziskav.

### Dvobočno simetrične živali
Preostale živali, velika večina – sestavljajo približno 29 debel in več kot milijon vrst – tvorijo klad Bilateria, za katero je značilna dvobočna simetrična telesna zasnova. Člani klada Bilatera so triploblastični, s tremi dobro razvitimi kličnimi listi, njihova tkiva pa tvorijo različne organe. Njihov prebavni sistem ima dve odprtini – usta in anus. Pri podskupini nefrozoja (Nephrozoa) pa je prisotna tudi notranja telesna votlina (celom ali psevdocelom). Telesa teh živali so jasno usmerjena: imajo glavo (spredaj) in rep (zadaj), hrbtno in trebušno površino ter levo in desno stran. Spodaj je prikazano sodobno filogenetsko drevo za Bilaterijo (dvobočno simetrične živali).
|  | Ambulacraria |
|  |              |
|  | Chordata     |
|  |              |

|  | Ecdysozoa |
|  |           |
|  | Spiralia  |
|  |           |

|  | Ambulacraria |
|  |              |
|  | Chordata     |
|  |              |

|  | Ecdysozoa |
|  |           |
|  | Spiralia  |
|  |           |

|  | Ambulacraria |
|  |              |
|  | Chordata     |
|  |              |

|  | Ecdysozoa |
|  |           |
|  | Spiralia  |
|  |           |

|  | Ambulacraria |
|  |              |
|  | Chordata     |
|  |              |

|  | Ecdysozoa |
|  |           |
|  | Spiralia  |
|  |           |

Imeti sprednji del pomeni, da se ta del telesa srečuje z dražljaji, kot je hrana, ki daje prednost cefalizaciji, razvoju glave s čutilni in usti. Veliko dvobočno simetričnih živali ima kombinacijo krožnih mišic, ki ob krčenju podaljšajo telo, in vzdolžne mišice, ki skrajšajo telo. Kombinacija mišic teh živali z mehkim telesom s hidrostatičnim skeletom omogoča gibanje s peristaltiko (valovanju podobno mišično krčenje in sproščanje). Imajo tudi črevesje, ki se razteza v osnovi skozi valjasto telo od ust do anusa. Mnoge dvobočno simetrične živalii imajo primarne ličinke, ki plavajo z migetalkami in imajo apikalni organ s čutilnimi celicami. Vendar so se pri nekaterih skupinah skozi evolucijo nekatere od teh lastnosti izgubile. Na primer, odrasli iglokožci (kot so morske zvezde) so radialno simetrični (za razliko od njihovih ličink), medtem ko imajo nekateri parazitski črvi izjemno poenostavljeno telesno strukturo.

Raziskave so močno spremenile razumevanje zoologov o odnosih znotraj skupine Bilateria. Zdi se, da večina pripada dvema glavnima vejama, protostomi (Protostomia) in devterostomi (Deuterostomia). Pogosto se domneva, da so najbolj osnovne dvobočno simetrične živali pripadniki Xenacoelomorpha, vsi drugi pa pripadajo podkladu nefrozoji (Nephrozoa). Vendar pa ta hipoteza ni dokončno potrjena. Nekatere študije kažejo, da so Xenacoelomorpha tesneje povezani z Ambulacraria (vključujejo iglokožce in Hemichordate), kot z drugimi dvobočno simetričnimi živalmi.

#### Protostomi in devterostomi
Protostomi in devterostomi se razlikujejo po več značilnostih. Zgodaj v razvoju se zarodki devterostomov med celično delitvijo cepijo radialno, medtem ko se številni protostomi (Spiralia) cepijo spiralno. Živali iz obeh skupin imajo popoln prebavni trakt, vendar se pri protostomih prva odprtina embrionalnega črevesja razvije v usta, anus nastane kasneje. Pri deuterostomih se prvi razvije anus, usta pa nastanejo kasneje.
Glavni vrsti devterostomov sta Ambulacraria in strunarji (Chordata). Predstavniki Ambulacraria so izključno morske živali in vključujejo črevoškrgarje, morske zvezde, morske ježke in brizgače. Med strunarji prevladujejo vretenčarji (živali s hrbtenico), ki jih sestavljajo ribe, dvoživke, plazilci, ptice in sesalci.
Protostomi vključujejo Ecdysozoa, poimenovane po njihovi skupni lastnosti izlevitvi, pri katerem žival odvrže trdno zunanjo plas. Med največjimi debli te skupine so členonožci in gliste. Preostali protostomi so pripadniki Spiralia, imenovani po vzorcu razvoja s spiralno cepitvijo v zgodnjem zarodku. Glavna spiralna debla vključujejo kolobarnike in mehkužce.

## Zgodovina taksonomije
V antiki je Aristotel na podlagi lastnih opazovanj živali razdelil na tiste s krvjo (v grobem vretenčarji) in tiste brez krvi. Živali so bile nato razvrščene na lestvici od človeka (s krvjo, dvema nogama, občutljivo dušo) navzdol prek živorodnih štirinožcev (s krvjo, štirimi nogami, razumsko dušo) ter drugih skupin, kot so raki (brez krvi, veliko nog, občutljiva duša) do spontano generiranih bitij, kot so spužve (brez krvi, brez nog, rastlinska duša). Aristotel ni bil prepričan, ali so spužve živali, ki bi v njegovem sistemu morale imeti občutke, apetit in gibanje, ali rastline, ki teh lastnosti nimajo. Vedel je, da lahko spužve zaznajo dotik in se skrčijo, če jih poskušamo odtrgati od kamnin, vendar jih je zmedlo to, da so pritrjene na podlago kot rastline in se nikoli ne premikajo.
Leta 1758 je Carl Linnaeus v svojem delu Systema Naturae ustvaril prvo hierarhično klasifikacijo. V njegovi prvotni shemi so bile živali eno od treh kraljestev, razdeljenih v razrede Vermes, Insecta, Pisces, Amphibia, Aves in Mammalia. Od takrat so bile zadnje štiri združene v eno samo deblo, Chordata, medtem ko sta bili Insecta (ki so vključevali rake in pajkovce) ter Vermes preimenovani ali razdeljeni na nove skupine. Ta proces je leta 1793 začel Jean-Baptiste de Lamarck, ki je skupino Vermes označil kot une espèce de chaos ('kaotični nered') in skupino razdelil na tri nova debla: črve, iglokožce in polipe (ki so vsebovali korale in meduze). Do leta 1809 je Lamarck v svoji Philosophie Zoologique oblikoval devet debel, ločenih od vretenčarjev (pri katerih je še vedno ohranil štiri debla: sesalce, ptice, plazilce in ribe) ter mehkužce, in sicer vitičnjake, kolobarnike, rake, pajkovce, žuželke, črve, radiate, polipe in infuzorije.
V svojem delu Le Règne Animal iz leta 1817 Georges Cuvier je uporabil primerjalno anatomijo in živali razdelil na štiri embranchements ('veje' z različnimi telesnimi zgradbami, ki približno ustrezajo debelom): vretenčarji, mehkužci, členkaste živali (členonožci in kolobarniki) ter zoofiti (radiata) (iglokožci, ožigalkarji in druge oblike). To delitev na štiri skupine so sprejeli embriolog Karl Ernst von Baer leta 1828, zoolog Louis Agassiz leta 1857 in primerjalni anatom Richard Owen leta 1860.
Leta 1874 je Ernst Haeckel živalsko kraljestvo razdelil na dve podkraljestvi: Metazoa (večcelične živali, ki so vključevale pet debel: ožigalkarje, iglokožce, členonožce, mehkužce in vretenčarje) in Protozoa (enocelične živali), kamor je dodal še šesto živalsko deblo, spužve. Protozoe so kasneje preselili v nekdanje kraljestvo Protista, zaradi česar je Metazoa ostala sinonim za Animalia.
Jovan Hadži, slovenski zoolog srbske narodnosti, redni profesor za zoologijo na Prirodoslovno-matematični fakulteti v Ljubljani, je razvil edinstven taksonomski sistem za razvrščanje živalskega kraljestva. V svoji delitvi je živali razvrstil v šest debel: praživali (Protozoa), spužve (Parazoa), nečlenarji (Ameria), maločlenarji (Oligomeria), mnogočlenarji (Polymeria) in strunarji (Chordata). Ta pristop se je razlikoval od takrat uveljavljenih sistemov, saj je temeljil na številu telesnih segmentov kot glavnem kriteriju za razvrščanje, medtem ko so drugi sistemi dajali prednost različnim morfološkim in evolucijskim značilnostim. Čeprav Hadžijev sistem med strokovnjaki ni bil splošno sprejet, se je zaradi svoje preprostosti pogosto uporabljal v izobraževanju v nekdanji Jugoslaviji.
- 1. deblo - praživali
    1. razred - bičkarji
    2. razred - korenonožci
    3. razred - trosovci
    4. razred - migetalkarji

  2. deblo - spužve
  3. deblo - nečlenarji
    1. poddeblo - ožigalkarji
    2. poddeblo - ploski črvi
      1. razred - vrtinčarji
      2. razred - sesači
      3. razred - trakulje

    3. poddeblo - valjasti črvi
      1. razred - kotačniki
      2. razred - gliste
      3. razred - žive niti

    4. poddeblo - nitkarji
    5. poddeblo - mehkužci

  4. deblo - mnogočlenarji
    1. poddeblo - kolobarniki
      1. razred - mnogoščetinci
      2. razred - maloščetinci
      3. razred - pijavke

    2. poddeblo - členonožci
      1. razred - pipalkarji
      2. razred - raki
      3. razred - stonoge
      4. razred - žuželke

  5. deblo - maločlenarji
    1. razred - iglokožci

  6. deblo - strunarji
    1. poddeblo - brezglavci
    2. poddeblo - plaščarji
    3. poddeblo - vretenčarji
      1. razred - obloustke
      2. razred - ribe
      3. razred - dvoživke
      4. razred - plazilci
      5. razred - ptice
      6. razred - sesalci

## V človeški kulturi

### Uporaba živali
Ljudje za hrano uporabljamo številne živalske vrste – tako domače rejne živali v živinoreji kot tudi divje vrste, predvsem z ribolovom v morjih. Mnoge vrste morskih rib se lovijo za prodajo, nekatere pa tudi gojijo v ribogojnicah. Skupna masa ljudi in njihove živine predstavlja več kot 90% biomase vseh kopenskih vretenčarjev, kar je skoraj toliko kot skupna masa vseh žuželk.
Ljudje za hrano in vlakna lovimo ali gojimo nevretenčarje, vključno z glavonožci, raki, žuželkami – predvsem čebele in sviloprejke – ter školjke ali polže. Kokoši, govedo, ovce, prašiči in druge živali se po vsem svetu redijo zaradi mesa.  Živalska vlakna, kot sta volna in svila, se uporabljajo za izdelavo tekstila, medtem ko so se živalske kite uporabljale za vezanje. Usnje je široko uporabljeno za izdelavo čevljev in drugih izdelkov. Živali so se lovile in gojile tudi zaradi krzna za izdelavo plaščev, klobukov in drugih oblačil.Iz teles žuželk so se pridobivala barvila, kot so karmin (košeniljka), šelak, in kermes. Delovne živali, kot so govedo in konji, so se uporabljale za delo in prevoz že od začetkai kmetijstva.
Živali, kot je vinska mušica Drosophila melanogaster, igrajo pomembno vlogo v znanosti kot modelni organizem. Živali se uporabljajo pri razvoju cepiv od njihovega odkritja v 18. stoletju. Nekatera zdravila, kot je zdravilo proti raku Trabectedin, temeljijo na toksinih ali drugih molekulah živalskega izvora.
Ljudje so uporabljali lovske pse za sledenje in prinašanje plena, ptice ujede pa za lovljenje ptic in sesalcev, medtem ko so privezane kormorane uporabljali za lovljenje rib. Strupene žabe podrevnice so se uporabljale za zastrupljanje konic puščic pihalnikov. Številne živali imajo kot hišne ljubljenčke, od nevretenčarjev, kot so tarantele, hobotnice in bogomoljke, plazilcev, kot so kače in kameleoni, in ptic, kot so kanarčki, skobčevke in papige. Kljub temu so med ljudmi najbolj priljubljeni ljubljenčki sesalci, predvsem psi, mačke in zajci. Obstaja napetost med dojemanjem živali kot človekovih spremljevalcev in priznavanjem njihovega obstoja kot posameznikov s svojimi pravicami.
Najrazličnejše kopenske in vodne živali ljudje lovijo ne zaradi hrane ali kot ljubljenčke, ampak zaradi športa.

### Uporaba v simboliki
Znamenja zahodnega in kitajskega zodiaka temeljijo na živalih. Na Kitajskem in Japonskem metulja pogosto dojemajo kot poosebitev človekove duše, v klasični ikonografiji pa je metulj prav tako simbol duše.
Živali so bile umetniški motiv že od najzgodnejših časov, tako zgodovini, na primer v starem Egiptu, kot v prazgodovini, kot so jamske poslikave v Lascauxu. Med pomembnimi upodobitvami živali sta Nosorog (1515) Albrechta Dürerja in portret konja Piščalka (ok. 1762) Georgea Stubbsa. Žuželke, ptice in sesalci imajo pomembno vlogo v literaturi in filmu.
Živali, vključno z žuželkami in sesalci imajo osrednjo vlogo v mitologiji in religiji. Skarabej je bil sveta žival v starem Egiptu, medtem ko je krava sveta v hinduizmu. Med drugimi sesalci so mitološko in versko pomembni še jeleni,  konji,  levi,  netopirji,  medvedi, in volkovi .